# Charlize Andrews
Charlize Andrews (* 26. Dezember 2001 in Herston, Queensland) ist eine australische Wasserballspielerin. Sie gewann mit der australischen Nationalmannschaft 2024 eine olympische Silbermedaille.

## Sportliche Karriere
Die 1,75 Meter große Charlize Andrews studierte 2024 an der Griffith University in Brisbane. Sie spielt für Queensland Thunder. 2018 wurde Andrews mit der australischen Jugendauswahl Vierte bei der Jugendweltmeisterschaft. Ein Jahr später wurde sie Neunte bei der Juniorenweltmeisterschaft.
Andrews spielte 2022 erstmals in der Nationalmannschaft. Bei der Weltmeisterschaft 2022 in Budapest verloren die Australierinnen im Viertelfinale mit 6:7 gegen die Ungarinnen und belegten letztlich den sechsten Rang nach einem 5:8 gegen die Spanierinnen. Im Jahr darauf bei der Weltmeisterschaft 2023 in Fukuoka gewannen die Australierinnen im Viertelfinale mit 9:8 über die Griechinnen. Nach einem 10:12 im Halbfinale gegen die Spanierinnen unterlagen die Australierinnen im Spiel um Bronze den Italienerinnen mit 14:16. In diesem Spiel warf Charlize Andrews zwei Tore.
Bei der Weltmeisterschaft 2024 in Doha verloren die Australierinnen im Viertelfinale mit 9:10 gegen die Mannschaft aus den Vereinigten Staaten und belegten schließlich den sechsten Platz. Fünf Monate später erreichte die australische Mannschaft beim olympischen Wasserballturnier in Paris das Halbfinale durch einen Viertelfinalsieg über die Griechinnen. Im Halbfinale bezwangen die Australierinnen das Team aus den Vereinigten Staaten nach Penaltyschießen. Charlize Andrews traf einmal während der regulären Spielzeit, am Penaltywerfen war sie nicht beteiligt. Im Finale unterlagen die Australierinnen den Spanierinnen mit 9:11. Charlize Andrews spielte im Finale 16 von 32 Minuten.
Charlize Andrews ist nicht mit ihrer Mannschaftskameradin Abby Andrews verwandt.